# Kat (Band)
Kat (pl. „Henker“; stilisierte Schreibweise: KAT) ist eine polnische Speed-/Thrash-Metal-Band. Mit Turbo und TSA gehört sie zu den Pionieren und den „Großen Drei des polnischen Metal“ (Wielka Trójka Polskiego Metalu). Seit 2005 ist der 1988 als Spätaussiedler nach Deutschland gekommene Heinrich / Henryk („Henry“) Beck Nachfolger des 2004 ausgeschiedenen Sängers Roman Kostrzewski.

## Geschichte
Kat wurden um den Jahreswechsel 1979/80 in Kattowitz gegründet. In den ersten Jahren taten Kat sich als Live-Band hervor und traten 1985 in Polen mit Hanoi Rocks auf. Das 1984 aufgenommene und 1986 erschienene 666 Debütalbum bot düsteren Speed Metal mit polnischsprachigen Texten rund um die Themen „Tod“ und vor allem „Teufel“. Kurz darauf veröffentlichte eine belgische Plattenfirma eine englischsprachige Version dieses Albums unter dem Titel Metal and Hell. Dennoch blieben Kat in Westeuropa weiterhin eher ein Geheimtipp – nicht zuletzt, weil sie von den führenden Metal-Magazinen beharrlich ignoriert wurden.
Auf dem 1987 aufgenommenen Folgealbum Oddech Wymarłych Światów, das wie das Debüt mit zweijähriger Verzögerung veröffentlicht wurde, sind erstmals die für Kat typischen Merkmale erkennbar. Der technisch versierte, druckvolle, düstere Thrash Metal, der oft Elemente traditioneller polnischer Musik aufgreift, ist komplex aufgebaut, meist im mittleren Tempobereich angesiedelt und oft mit akustischen Passagen versehen. Eine Ausnahme bildet das Album Ballady, auf dem melancholische Klänge überwiegen, während nur selten und vergleichsweise dezent Thrash-Metal-Anklänge zu hören sind. Bis 1997 wurden alle Texte in polnischer Sprache verfasst. Weil Kat der düsteren Thematik (bei aller betonten Lebensbejahung) treu blieben und sie um ätzende Kirchenkritik ergänzten, gingen katholische Organisationen oft gegen die Band vor, beispielsweise indem sie Auftrittsverbote erwirkten.
1996 erschien das Tributealbum Czarne Zastępy („Schwarze Scharen“), auf dem Death- und Black-Metal-Bands wie Vader, Behemoth oder Lux Occulta zu hören sind.

## Stil
Zu Beginn wurden die Musiker von Bands wie Deep Purple und Black Sabbath inspiriert, wollten jedoch eine Mischung aus Ruhe und Brutalität erzielen. Als Bands wie Venom, Anvil und Raven Punk-Elemente in den Metal brachten, übernahmen Kat diese ebenfalls. Während die Lieder auf der Single Noce Szatana dem Heavy Metal zuzuordnen sind, weisen sie den sinistren Klang des folgenden Debütalbums auf und weisen auf die Entwicklung zu einem extremeren Stil hin.

## Diskografie

### Studioalben
- 1986: 666
- 1987: Metal and Hell (666 mit englischen Texten)
- 1989: Oddech Wymarłych Światów („Der Atem ausgestorbener Welten“)
- 1992: Bastard
- 1993: Ballady
- 1996: Róże Miłości Najchętniej Przyjmują Się Na Grobach („Rosen der Liebe werden am liebsten auf Gräbern angenommen“)
- 1997: Szydercze Zwierciadło („Der höhnische Spiegel“)
- 2005: Mind Cannibals

### Singles
- 1984: Ostatni tabor / Noce Szatana („Der letzte Tross / Nächte des Satans“)
- 1986: Time of Revenge / Czas zemsty
- 1986: Metal and Hell / Oracle

### Livealben und Kompilationen
- 1987: 38 Minutes of Life (Mitschnitt des Auftritts im Spodek in Katowice am 4. April 1987)
- 1994: Jarocin – Live
- 2004: Somewhere in Poland
- 2007: KAT 1985 - 2005 (Kompilation)
- 2013: Rarities (Kompilation)
- 2014: Acoustic - 8 Filmów (Kompilation)